# Anthony Sadler
Anthony Albert Sadler Jr. (Sacramento, 13 luglio 1992) è un attore e scrittore statunitense naturalizzato francese.
In agosto 2015, con Aleksander Skarlatos e Spencer Stone, Sadler ha neutralizzato un terrorista armato su un treno per Parigi.

## Attacco al Thalys nel 2015
Alek Skarlatos, Spencer Stone e Anthony Sadler Jr. Sono amici fin dall'infanzia. Il 21 agosto 2015, mentre erano in vacanza, sono saliti sul treno Thalys 9364 da Amsterdam a Parigi via Bruxelles. Ayoub El Khazzani, nella vettura 12, armato di un AKM e dotato di 270 cartucce, ha sparato a un passeggero che aveva tentato di intercettarlo. Stone si è lanciato sul terrorista e, in un combattimento ravvicinato, ha ricevuto ferite da taglio alla nuca, all'osso della fronte e alla mano (quasi perdendo il pollice). Skarlatos ha afferrato l'arma dell'aggressore e l'ha colpito con il calcio del fucile fino a quando El Khazzani è divenuto incosciente.

Saddler, Skarlatos e Stone hanno scritto un'opera autobiografica, 15:17 per Parigi, pubblicato in agosto 2016, per raccontare gli eventi relativi a questo attacco. Clint Eastwood ha prodotto un film con lo stesso titolo, in cui ognuno dei tre uomini ha interpretato il proprio ruolo. Il film è uscito negli Stati Uniti il 9 febbraio 2018 ed in Italia l'8 febbraio.

### Premi
A seguito dell'atto di eroismo, Sadler, Skarlatos e Stone sono balzati all'attenzione pubblica. Il presidente francese François Hollande ha assegnato loro il grado di Cavaliere della Legione d'Onore. I tre uomini hanno ricevuto anche le congratulazioni da Bernard Cazeneuve e David Cameron.
Sadler ha anche ricevuto la Medal of Valor del Dipartimento della difesa degli Stati Uniti d'America.

### Naturalizzazione
Con Alek Skarlatos e Spencer Stone ha presentato ad aprile 2018 una richiesta di naturalizzazione per ottenere la nazionalità francese. È stata attribuita il 20 settembre 2018 (data di pubblicazione nella Gazzetta ufficiale della Repubblica francese), retroattiva alla data della loro richiesta. Hanno ricevuto i loro certificati di naturalizzazione durante una cerimonia organizzata il 31 gennaio 2019 a Sacramento, in California, con il consolato generale francese di San Francisco.

## La vita dopo l'attacco di Thalys
Sadler si è laureato nel 2017 presso la California State University.

## Opere
- Anthony Sadler, Alek Skarlatos e Spencer Stone, Ore 15:17 attacco al treno, Rizzoli, 2016, ISBN 978-8817102001.

## Filmografia
- 2018: Ore 15:17 - Attacco al treno (The 15:17 to Paris), regia di Clint Eastwood

## Doppiatori italiani
- Alessandro Campaiola in Ore 15:17 - Attacco al treno